# Jagtloven
Jagtlovens (lov om jagt og vildtforvaltning) formål er at sikre arts- og individrige vildtbestande og skabe grundlag for en bæredygtig forvaltning heraf ved at beskytte vildtet, særlig i yngletiden, sikre kvantiteten og kvaliteten af vildtets levesteder gennem oprettelse af vildtreservater og ved på anden måde at etablere, retablere og beskytte vildtets levesteder.
At regulere jagten således, at den sker efter økologiske og etiske principper og under varetagelse af hensynet til beskyttelse af vildtet, især af sjældne og truede arter.